# Atsubetsu, Sapporo
Atsubetsu (厚別区 Atsubetsu-ku) là quận thuộc thành phố Sapporo, phó tỉnh Ishikari, Hokkaidō, Nhật Bản. Tính đến ngày 1 tháng 10 năm 2020, dân số ước tính của quận là 125.083 người và mật độ dân số là 5.100 người/km2. Tổng diện tích của quận là 24,38 km2.

## Giao thông

### Đường sắt
- JR Hokkaidō
  - Tuyến Hakodate chính: Shinrin-Kōen - Atsubetsu
  - Tuyến Chitose: Shin-Sapporo - Kami-Nopporo
- Tàu điện ngầm đô thị Sapporo
  - Tuyến Tōzai: Ōyachi - Hibarigaoka - Shin-Sapporo

### Cao tốc/Xa lộ
- Cao tốc Dō-Ō Expressway: Sapporo-minami IC
- Quốc lộ 12